# Арно Пензијас
Арно Алан Пензијас (енгл. Arno Allan Penzias; Минхен, 26. април 1933 — Сан Франциско, 22. јануар 2024) био је амерички физичар и радио-астроном. Добио је Нобелову награду за откриће космичког позадинског зрачења 1978. године.

## Детињство, младост и школовање
Пензијас је рођен у Минхену у Немачкој као син Џастин и Карла Пензијаса. Са 6 година, био је међу јеврејском децом евакуисаном у Енглеску као део спасилачке мисије. Касније, и његови родитељи су побегли и породица се поново састала у Њујорку 1940. Средњу школу завршио је у Бруклину 1951. године а затим наставио да студира физику и матурирао 1954. као један од најбољих студената у генерацији.
Касније је радио за америчку војску и био укључен у истраживања везана за микроталасна зрачења. Докторат је стекао на универзитету у Колумбији 1962. године.

## Каријера
Радио је у Њу Џерзију са Робертом Вилсоном на сензитивним антенама микроталасног зрачења намењеним за истраживања у пољу радио астрономије. Када су изградили своју најбољу антену до тада, константно су примећивали шум и сметње које нису могли да објасне. Прва претпоставка је била да шум потиче од Млечног пута али је брзо одбачена. С обзиром да је детектована сметња била изотропна, друга претпоставка је била да нешто није у реду са антеном. Као и ова, свака следећа претпоставка била је одбачена. Роберт Дике је затим предложио да детектована сметња представља космичко позадинско зрачење. Пензијас и Вилсон су затим објавили рад у једном од тадашњих најпознатијих научних часописа где су описали своја посматрања, која су касније помогла да се потврди теорија Великог праска

## Радови
- Вилсон, Роберт.; Пензијас, A. A. (1967). „Isotropy of Cosmic Background Radiation at 4080 Megahertz”. Science. 156 (3778): 1100—1101. Bibcode:1967Sci...156.1100W. PMID 17774056. doi:10.1126/science.156.3778.1100.
- Пензијас, Арно A.; Вилсон, Роберт В. (1970). „Microwave Noise from Rainstorms”. Science. 169 (3945): 583—584. Bibcode:1970Sci...169..583P. PMID 17746031. doi:10.1126/science.169.3945.583.
- Пензијас, Арно А. (1979). „The Origin of the Elements”. Science. 205 (4406): 549—554. Bibcode:1979Sci...205..549P. PMID 17729659. doi:10.1126/science.205.4406.549.
- Пензијас, Арно А. (1980). „Nuclear Processing and Isotopes in the Galaxy”. Science. 208 (4445): 663—669. Bibcode:1980Sci...208..663P. PMID 17771085. doi:10.1126/science.208.4445.663.